# Elvenking
Elvenking es una banda italiana de folk/power metal, fundada en 1997 en Sacile, Friuli-Venecia Julia.

## Biografía

### Los comienzos yHeathenreel(1997–2001)
La banda está formado en 1997 por los guitarristas Aydan y Jarpen. En 1998, el cantante Damnagoras y el baterista Zender se unieron a la banda. A comienzos la banda tocaba una combinación de heavy metal y folk metal, acompañados con sonidos extremos. En 2000, la banda publicó su primer trabajo, el demo To Oak Woods Bestowed, grabado en New Sin Studios de Loria. El demo es un éxito y la banda firmó un contrato con la discográfica alemán AFM Records. En 2000, el bajista Gorlan se une a la banda.
En abril del 2004, Elvenking lanzó su segundo álbum, WYRD. Grabado y mezclado en Alemania con Achim Kohler, el álbum está muy influenciado en el libro The Way of the Wyrd del escritor británico Brian Bates, quien a menudo ha colaborado con la banda para escribir las letras. WYRD logra repetir el éxito de Heathenreel, demostrando que la banda no es un fenómeno pasajero.
En el tour se soportan con el álbum Heathenreel que aumenta el interés por la banda. Después de algunos conciertos en Italia, Elvenking debuta en el extranjero en el Sziget Festival 2002 junto con Edguy y en el Bloodstock Festival acompañado con Gamma Ray y Blind Guardian.

### Cambio de vocalista yWyrd(2002–2004)
En 2002, Damnagoras decidie abandonar la banda y fue reemplazado por Kleid. En ese mismo año, el violinista Elyghen se une a la banda: a partir de este punto, la presencia definitiva de un violinista será un gran detalle de la banda.
Su primer álbum, Heathenreel fue grabado en los estudios New Sin Audio Design por Luigi Stefanini y mezclado en los Estudios Fredman por Fredrik Nordstrom. Travis Smith se encargó de la portada, y el logo del grupo corrió a cargo de J.P. Fournier, conocido por sus trabajos para Avantasia e Immortal. El disco salió el 23 de julio de 2001, y fue halagado por la crítica de todo el mundo. Elvenking empezó a tocar en festivales con grupos como Blind Guardian, Gamma Ray, Edguy o Virgin Steele.
En agosto de 2002 un nuevo vocalista, Kleid, revitalizó el espíritu folk del grupo, así como Elyghen, violinista y teclista. Los cambios de formación desembocaron en Wyrd, grabado en los estudios Gernhart con Martin Buchwalter, y mezclado y masterizado en los House of Music, por Achim Kolher. El disco fue lanzado el 19 de abril de 2004. A finales de ese mismo año, Damnagoras volvió para reemplazar a Kleid en la preparación de The Winter Wake.
A pesar de la buena popularidad alcanzada, las discusiones grupales llevaron al abandono de la banda por parte de Kleid. En 2004, Damnagoras nuevamente se une a la banda. Sin embargo, a finales de año, cuando la banda comienza a trabajar en su tercer álbum, el guitarrista Jarpen decide abandonar el grupo, pero la banda decide quedarse con un solo guitarrista, Aydan.

### The Winter Wake(2005–2006)
Extendiendo el contrato con la discográfica AFM Records, a lo largo del 2005 la banda trabaja en el nuevo álbum. El tercer álbum fue grabado en Italia y mezclado en Finlandia con Nino Laurenne guitarrista de Thunderstone, quien colaboró en la realización de la próximo entrega de la banda. Lanzado en enero de 2006, presentando algunos de los grandes éxitos del grupo, incluyendo Trows Kind, Swallowtail, The Wanderer, Rats Are Following, Neverending Nights y la canción que da título al álbum The Winter Wake, que cuenta con la colaboración de Schmier, líder y bajista de Destruction.
El tour telonero de Winter Wake marcó un crecimiento significativo en el éxito de la banda en Europa, con festivales como Scaligero, Tradate Iron Fest, Dong Open Air (con Finntroll y Skyclad), Rock Hard Festival y participación en Pestpop Festival con Saxon y Epica. La banda también es contratada como acto de apertura para las giras europeas de Jon Oliva's Pain, Doro y Sonata Arctica.

### The Scythe(2007–2008)
Después de la gira, la banda grabó inmediatamente el cuarto álbum, The Scythe, lanzado en septiembre del 2007. El álbum constaba sobre la figura de la muerte, marca un avance notable en el sonido de Elvenking, presentando elementos y sonidos de death metal y sonidos más modernos en detrimento del componente folk metal, disipando una parte de los fanáticos. El álbum consta con el sencillo The Divided Heart, cuyo video es notablemente exitoso en YouTube y es transmitido por la MTV en Alemania y Suecia.

### Two Tragedy Poets(2008–2009)
El 9 de febrero de 2010 anunciaron que Dennis Ward produciría un nuevo álbum de Elvenking. Las grabaciones de dicho disco comenzaron el 20 de marzo de 2010 y fue lanzado en 17 de septiembre en Europa y el 9 de noviembre en América del Norte con el nombre de Red Silent Tides.
El 14 de septiembre de 2012 lanzaron su disco Era. Según Damnagoras es un disco en el que han dejado de lado toda posibilidad de canciones publicitarias, y por el contrario representan por completo el ideario musical de la banda, con temas tales como «The Loser», «I Am The Monster» y «Midnight Skies, Winter Sights».
El 9 de mayo de 2015 se pone a la venta su último álbum de estudio The Pagan Manifesto en Europa, y un poco más tarde, el 27 de mayo en USA. La idea del disco es la de volver a sus raíces paganas. En el disco incluyen el sencillo «Elvenlegions», dedicado a los aficionados que tienen en todo el mundo.

## Influencias
El grupo ha reconocido estar influenciados por mucha música folclórica de todo el mundo, así como de la escena del metal. Entre los grupos más notorios que influyen en el estilo de Elvenking está Skyclad.

## Formación

### Miembros actuales
- Damnagoras - Vocalista
- Aydan - Guitarras, coros
- Rafahel - Segunda guitarra
- Jakob - Bajo, coros
- Lethien - Violín
- Lancs - Batería

### Miembros anteriores
- Sargon - Bajo
- Jarpen - Guitarras
- Kleid - Vocalista
- Gorlan - Bajo
- Zender - Batería
- Elyghen - Violín
- Symohn - Batería

### Músicos invitados

#### EnHeathenreel
- Pauline Tacey - Voz soprano femenina
- Laura De Luca - Voz femenina en "Seasonspeech"
- Paolo Polesel - Fiddle y viola
- Umberto Corazza - Flautas
- Cristiano Bergamo - Teclados
- Paolo Torresani - Teclados
- Luigi Stefanini - Guitarra clásica en "To Oak Woods Bestowed"

#### EnThe Winter Wake
- Schmier (Destruction) - Voces en "The Winter Wake"
- Nino Laurenne (Thunderstone) - 2º solo en "Trows Kind"
- Jarpen (tras marchar) - 2º solo en "The Winter Wake"
- Pauline Tacey - Soprano en "March of Fools" y "Disillusion's Reel"
- Laura De Luca - Voces en "On the Morning Dew"
- Isabella "Whisperwind" Tuni - Voz encantada en "Trows Kind"
- Umberto Corazza - Flautas

## Discografía

### Demos
- To Oak Woods Bestowed (2000)
- From Blood To Stone (2008)

### Álbumes de estudio
- Heathenreel (2001)
- Wyrd (2004)
- The Winter Wake (2006)
- The Scythe (2007)
- Two Tragedy Poets (2008)
- Red Silent Tides (2010)
- Era (2012)
- The Pagan Manifesto (2014)
- The Night of Nights (Directo 2015)
- Secrets of the Magick Grimoire (2017)
- Reader of the Runes - Divination (2019)
- Reader of the Runes - Rapture (2023)